# الشميساني
الشميساني من مناطق مدينة عمّان في الأردن، تقع في الجزء الغربي من المدينة.

## التسمية والبداية
تعود تسميتها نسبة إلى أرض الشمس أو شروق الشمس الجميل منها عند أدنى الأفق لأنها ترتفع أكثر عن بقية المناطق التي تقع إلى الشرق منها لتصل إلى ارتفاع 950 متراً عن سطح البحر وترتفع أكثر كلما اتجهت غربا لتصل أقصاها إلى ارتفاع 980 مترا عن سطح البحر، حيث أن الرعاة الشركس كانوا يلبدون من البرد في جبل اللويبدة (ولذلك سمي جبل اللويبدة), في حين أنهم حين يصلون إلى الشميساني تكون الشمس قد أصبحت في كبد السماء. وهي جزء من لواء قصبة عمان (منطقة العبدلي).
بدأ سكان عمان بالسكن فيها في بداية الستينات من القرن الماضي حينما بدأت عمان القديمة تضيق بسكانها، وأصبحت الشميساني في منتصف السبعينات من أرقى المناطق في عمان
وسبب آخر للتسمية وهو أن الشركس كان يشمسوا فيها صوف الغنم بعد غسله وذلك ليتم بيعه للتجار في وسط البلد، حيث كانوا يقصون صوف الغنم في منطقة الصويفية وهو سبب تسمية الصويفية وبعد ذلك يتم غسله وتشميسه في الشميساني .

## الموقع والأهمية
الشميساني منطقة حيوية نظراً لوقوعها في وسط عمان الحديثة، حيث يحدها من الشمال شارع الجامعة الأردنية ومدينة الحسين الرياضية، ومن الشرق جبل الحسين ومنطقة العبدلي (التي ستكون الوسط الجديد لعمان) وجبل اللويبدة، ومن الغرب مناطق عبدون , الرابية, الجاردنز, أما من الجنوب فيحدها وادي صقرة وجبل عمان. تعتبر القلب الاقتصادي النابض للمدينة : حيث تقع فيها بورصة عمان، والمراكز الرئيسية لمعظم البنوك العاملة في الأردن والمدرسة الوطنية الأرثوذكسية.